# Shofar

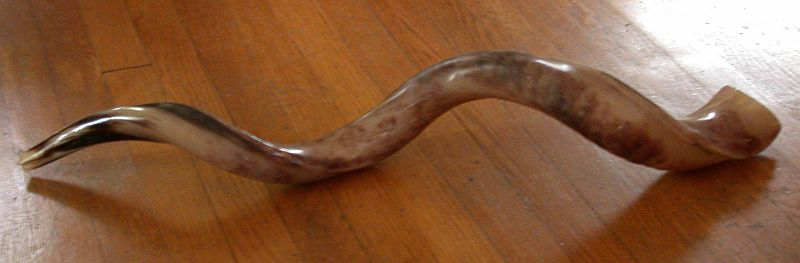
Shofar di fattura yemenita.

Lo shofar (שופר) è un corno di montone utilizzato come 
strumento musicale. Viene utilizzato durante alcune funzioni religiose ebraiche ed in particolar modo durante Rosh haShana e Yom Kippur.

## Bibbia e letteratura rabbinica

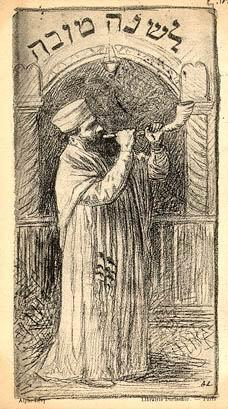
Shofar (di Alphonse Lévy)

Lo shofar è menzionato spesso nella Bibbia, dal libro dell'Esodo a quello di Zaccaria e lungo il Talmud e la letteratura rabbinica successiva. Fu la voce dello shofar, eccezionalmente forte, suonato dalle nubi che ricoprivano la cima del monte Sinai che fece tremare il popolo di Israele (Esodo 19,20)
Lo shofar è usato per annunciare la luna nuova e le feste solenni (Numeri 10,10, Ps. 81,4) così come per proclamare l'anno del Giubileo (Levitico 25,8-13). Viene suonato anche il primo giorno del settimo mese (Tishri) per proclamare Rosh haShana (Levitico 23,24 e Numeri 29,1).
In tempi lontani venne usato anche durante altre cerimonie religiose e processioni (II Sam. 5, 15; I Chron. 15, 28), o nelle orchestre come accompagnamento alle formule di preghiera (Ps. 98. 6; comp. ib. 47, 5). Più spesso venne usato come segnale di battaglia, come la tromba d'argento menzionata in Numeri 10;9 Quando nel vostro paese andrete in guerra contro il nemico che vi attaccherà, suonerete le trombe con squilli di acclamazione e sarete ricordati davanti al Signore vostro Dio e sarete liberati dai vostri nemici.
La Torah descrive il primo giorno del settimo mese di Tishri (Rosh haShana) come zikron teruah
(memoria del soffio, Levitico 23;23) e yom teru'ah (giorno del soffio Numeri. 29;1). Questo viene interpretato, dall'ebraismo, come indicante il suono dello shofar.
Nel Tempio di Gerusalemme lo shofar veniva associato alla tromba ed entrambi venivano usati assieme in numerose occasioni. Nel giorno del Capodanno la cerimonia veniva eseguita con lo shofar affiancato da due trombe; era un corno slanciato di capra selvatica, con oro ed avorio d'ornamento. Durante i digiuni, invece, la cerimonia veniva celebrata con la tromba affiancata da due shofar. In queste occasioni gli shofar erano di montone, di forma curva ed arricchiti con argento ed avorio. Durante il digiuno di Yom Kippur negli anni giubilari la cerimonia veniva eseguita secondo l'uso di Rosh haShana.
Il suonare il corno trae origine dal sacrificio di Isacco. Nella tradizione biblica Isacco fu salvato dal sacrificio, e al posto suo Abramo sacrificò un ariete rimasto impigliato, giustappunto per le corna, in un cespuglio sul monte. Così, suonando il corno Dio si ricorda della fede di Abramo, della salvezza di Isacco e di quella della sua discendenza. Nella tradizione cristiana, l'ariete che viene immolato al posto di Isacco rappresenta Gesù Cristo, immolato al posto nostro per accordarci la salvezza.

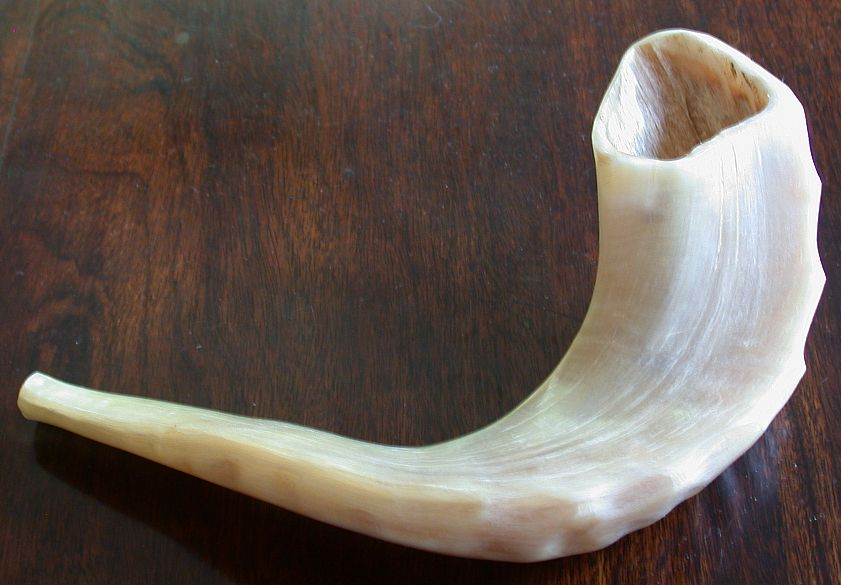
Shofar askenazita.

Lo shofar può essere un corno di [quasi] qualsiasi animale casher, ad eccezione della mucca e del vitello, questo come ricordo dell'episodio del Vitello d'oro. La presenza di crepe o buchi sulla superficie del corno lo rendono inadatto all'uso cerimoniale. Lo shofar non può essere dipinto, ma può essere cesellato artisticamente. Secondo la tradizione halakhica le donne ed i minori (coloro che ancora non hanno celebrato il bar mitzvah) non hanno l'obbligo di ascoltare il suono dello shofar, ma ne hanno la possibilità e sono incoraggiati ad essere presenti alla cerimonia (talvolta, non per celebrazioni congregazionali, possono anche suonarlo, per esempio "privatamente").
Il corno viene reso il più piatto possibile e forgiato a campana riscaldandolo per poterlo ammorbidire. Un buco viene praticato sulla punta del corno per raggiungere la naturale cavità interna.

### Uso

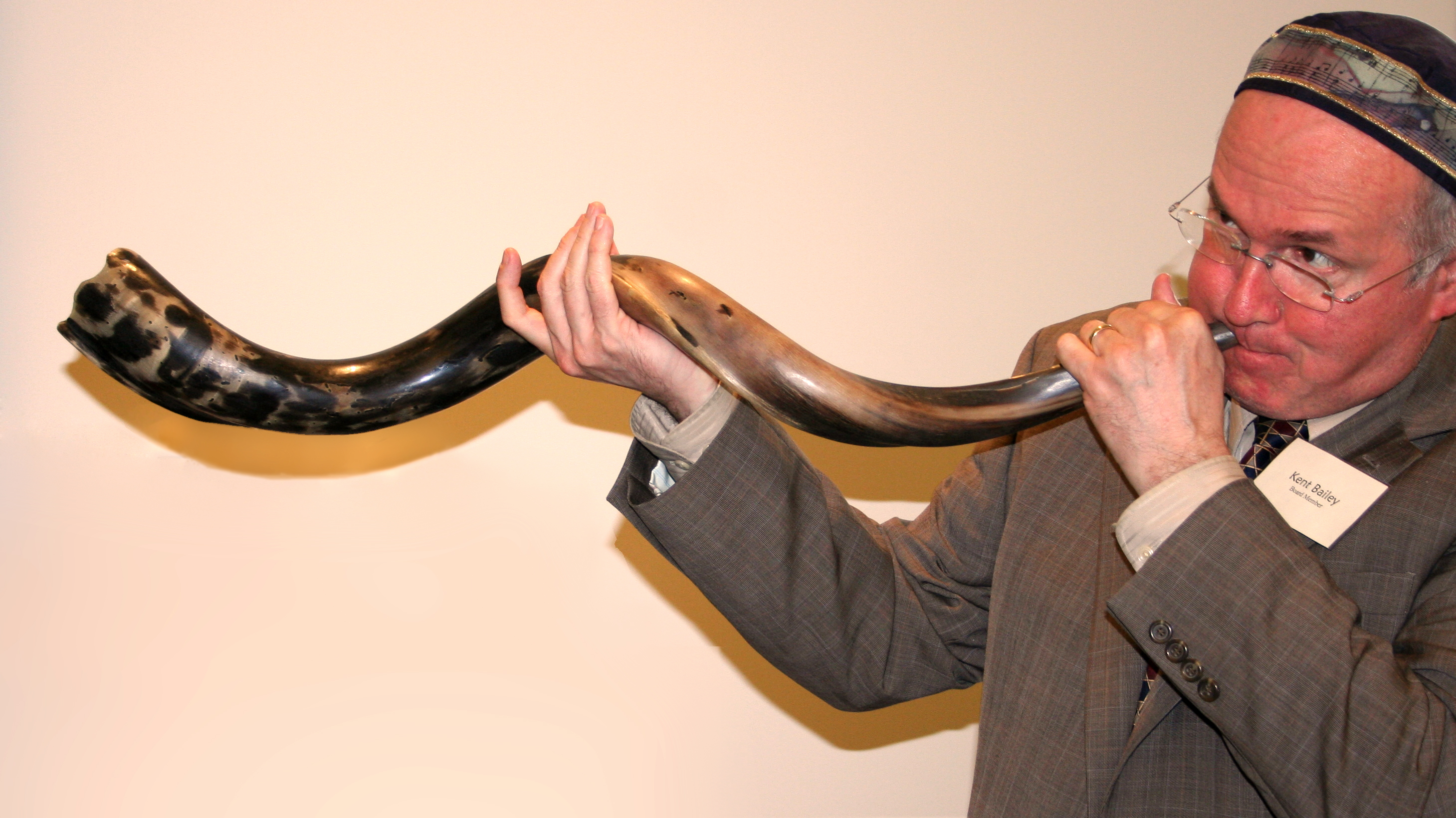
Lo shofar.

Viene suonato grossomodo come una tromba, applicando le labbra al buco e facendo vibrare la colonna d'aria interna al corno. Tipicamente il suonatore emette una specie di pernacchietta. Esistono diverse usanze sulla presenza o meno di un invito per le labbra sulla punta del corno; se la tradizione Askenazita tende ad escluderne la presenza, la tradizione Sefardita porta all'incisione di un invito simile a quelli delle trombe.
Per via della forma non regolare della cavità interna al corno, l'armonica emessa dallo strumento, quando suonato, può essere molto varia: possono uscirne delle quinte perfette, quanto degli intervalli limitati come delle quarte o ampi come delle seste.
I suoni di tekiah e di teruah menzionati nella Torah sono rispettivamente un suono grave ed uno acuto. La Tekiah è un suono piano e profondo che viene interrotto improvvisamente. La Teruah è un trillo tra due Tekiah. Questi tre suoni, che costituiscono una sorta di musica, sono eseguiti in tre occasioni: la prima volta in onore del regno del Signore; la seconda in ricordo del Sacrificio di Isacco per ricordare che la comunità va ricordata dopo Dio; la terza per onorare il precetto dell'ascolto dello shofar.
Il primo è rappresentato da tre brevi suoni connessi; il secondo da nove note veramente brevi divise in tre terzine di suoni interrotti. La durata della Teruah è pari a quella dello shevarim. La Tekiah ha una durata pari alla metà di una Teruah.
Nel tempo sono nati dubbi riguardo al giusto suono di Teruah. Nel Talmud non è chiaro se indichi un suono di urla o di pianto. Per non cadere in errore si usa ripetere due volte la sequenza dei suoni eseguendo, quindi, entrambe le versioni. La sequenza che ne risulta è quindi:
teki'ah, shebarim, teru'ah, teki'ah; teki'ah, shebarim, teki'ah; teki'ah, teru'ah, teki'ah.
Questa sequenza, ripetuta tre volte, genera una sequenza di trenta suoni. Nella tradizione Askenazita, il suono di shebarim della prima sequenza viene legato a primo Teruah. Al termine della funzione viene suonato lo shofar un'ultima volta con un suono tenuto lungo fino a quando il suonatore ha fiato e viene chiamato Tekiah Gedolah (Tekian lunga).
Durante la festa di Rosh haShana, la sequenza di 30 suoni viene ripetuta per 3 volte durante la preghiera di Mussaf (preghiera addizionale) in corrispondenza delle sezioni chiamate Malkiot, Zikronot e Shofarot. La sequenza ha origine dalle tre citazioni di Teruah, in corrispondenza del settimo mese, nei libri del Levitico ( 23 e 25) e dei Numeri (29). Un'ulteriore sequenza di 10 suoni viene eseguita una volta sola e quindi la Tekiah Gedolah. il complesso delle esecuzioni crea una sequenza di 101 suoni l'ultimo dei quali chiude la preghiera addizionale legata alla festività.
La Tekiah Gedolah viene eseguita anche in occasione di Yom Kippur e ne segna la fine.
Ad ogni ripetizione dei suoni vengono recitati 10 versi della Torah che terminano con una benedizione.

## Usi moderni
Al giorno d'oggi lo shofar viene utilizzato in occasione di Rosh haShana e del digiuno di Yom Kippur. Suonato in sinagoga per indicare il termine del digiuno ed in quattro punti della preghiera di Rosh haShana, come spiegato in precedenza.
La melodia che viene eseguita può variare notevolmente a seconda dei riti e delle tradizioni locali.
Al di fuori dell'uso liturgico, si contano poche apparizioni dello shofar nella musica classica. Un esempio si può trovare nell'oratorio di Edward Elgar Gli apostoli, sebbene venga utilizzato uno strumento molto simile allo shofar attuale, il flicorno.
Un'apparizione lo shofar la fa nel disco di Vinicio Capossela "Ovunque proteggi". Nel primo brano - "Non trattare", di argomento biblico - si trova uno shofar suonato da Elia Galante.
Presente anche nel cd Cabaret Europa del duo Stellerranti lo Shofar suonato da Pier Gallesi prodotto ed arrangiato da Mauro Sabbione. Sempre Pier Gallesi, in coppia con Cinzia Bauci contralto, danno vita alla performance La via del cuore per voce e Shofar, all'interno della mostra "Sulla soglia" dell'artista Silvio Wolf al Padiglione d'Arte Contemporanea di Milano.